# Ronald Colman
Ronald Charles Colman (Richmond upon Thames, 9 febbraio 1891 – Santa Barbara, 19 maggio 1958) è stato un attore britannico.
Vinse il premio Oscar al miglior attore protagonista nel 1948 per l'interpretazione in Doppia vita.

## Biografia
Scoprì il proprio talento recitativo mentre studiava ingegneria all'Università di Cambridge, ma la morte del padre lo costrinse ad abbandonare la carriera universitaria. Fu così che prima si imbarcò come mozzo per la British Steamship Company, poi si arruolò a 23 anni nel London Scottish Regiment e partì per la prima guerra mondiale con i suoi amici attori Claude Rains, Herbert Marshall e Basil Rathbone (col quale, nel 1938, collaborerà nel film Un vagabondo alla corte di Francia). Inviato in Francia, partecipò alla prima battaglia di Ypres e fu ferito gravemente nella battaglia di Messines. La lesione alla gamba per uno shrapnel lo rese inabile e nel maggio del 1915, dopo essere stato decorato, fu rimpatriato.
Una volta a casa, incontrò grandi difficoltà a trovare un lavoro, per questo accettò di tornare sul palcoscenico accontentandosi del poco che poteva guadagnare. Piccole e modeste parti bastarono per far scoprire e apprezzare ai produttori teatrali il talento di Colman, che in breve fu scritturato da grandi compagnie, come quelle di Gladys Cooper e Gerald du Maurier, conquistando rapidamente la celebrità.
La sua prima apparizione cinematografica è del 1917 in The Live Wire, una pellicola girata con pochi mezzi. Per i successivi tre anni Colman si divise tra palcoscenico e gli esordi del cinema britannico; apprezzava i soldi delle partecipazioni cinematografiche, ma era convinto che la propria carriera fosse quella teatrale.
Nel 1919 conobbe l'attrice Thelma Raye, che sposò poco dopo; il matrimonio fu un fallimento sin dall'inizio, a causa del carattere oppressivo e autoritario della donna. I due si separarono nel 1923 ma divorziarono definitivamente solo nel 1934.
A causa della grave crisi economica che colpì la Gran Bretagna nel periodo post-bellico, Colman emigrò negli Stati Uniti con solo un cambio di vestiti e sette sterline in tasca; ricordò poi: "Trovarsi senza l'ombra di un penny in una città grandiosa come New York è una delle peggiori esperienze che può vivere un uomo. Vagai di strada in strada da studio a studio alla ricerca di lavoro".
Nonostante i suoi sforzi, Colman trovò poche parti nei teatri newyorkesi e fu costretto a dormire sulle panchine dei giardini pubblici e a soffrire la fame. Riuscì a farsi scritturare in piccoli ruoli per diverse pellicole, ottenendo il suo primo ruolo rilevante in una produzione teatrale alla fine del 1922, nello spettacolo La Tendresse. La sua interpretazione fu notata dai critici, e in particolar modo dal regista Henry King e dalla sua attrice principale Lillian Gish, che lo vollero per la loro successiva pellicola, La suora bianca (1923). Dopo un breve provino Colman ricevette l'offerta per il ruolo del capitano Giovanni Severi, autentico trampolino di lancio per la sua carriera, dandogli l'opportunità di lavorare al fianco di una delle stelle del cinema muto e di uno dei più celebri registi del tempo. Il film, girato in Italia e in Algeria, gli diede notevole fama.
Nel maggio del 1924 il produttore indipendente Samuel Goldwyn fece firmare a Colman un contratto a lungo termine, dando inizio ad una collaborazione che sarebbe durata un decennio e diciotto pellicole. Il film che sancì definitivamente il successo di Colman fu Gli eroi del deserto (Beau Geste, 1926), diretto da Herbert Brenon, ruvida e rocambolesca storia di tre fratelli che si arruolano nella Legione straniera per sfuggire alla legge. Cercando di sfruttare al massimo il successo della nuova stella da lui scoperta, Goldwyn cercò una partner femminile ideale per Colman, che trovò in Vilma Bánky, con la quale Colman girò cinque film, rivaleggiando con altre coppie celebri dell'epoca come Janet Gaynor e Charles Farrell o Greta Garbo e John Gilbert.
Con l'avvento del sonoro nel 1927, il cinema muto tramontò e distrusse la carriera di numerose stelle, ma non quella di Colman, la cui voce profonda e il cui elegante accento inglese vennero notevolmente apprezzati. La prima pellicola sonora di Colman fu Cercasi avventura (1929), ispirata al personaggio dell'investigatore Bulldog Drummond, creato dallo scrittore inglese Herman Cyril McNeile, e per la quale Colman ottenne una candidatura al premio Oscar al miglior attore.
Al principio degli anni trenta il produttore Goldwyn, non volendo 'sovraesporre' Colman, decise di limitarne la partecipazione a una sola pellicola all'anno. Questo permise all'attore di avere più tempo per godersi la fama, viaggiando per il mondo insieme al suo migliore amico, l'attore Richard Barthelmess.
Quando Goldwyn decise di rendere più controversa la figura di Colman, come aveva già fatto con altri attori, e diede alla stampa la rivelazione falsa che fosse dedito all'alcool, Colman si offese e citò Goldwyn, chiedendo due milioni di dollari di risarcimento e lo scioglimento di ogni obbligo contrattuale, dichiarando di non volere più lavorare nelle sue pellicole. Colman vinse la causa e fu libero di collaborare con altre case cinematografiche. A metà degli anni trenta egli interpretò alcune pietre miliari della storia del cinema, quali Le due città (1935) di Jack Conway, Il prigioniero di Zenda (1937), un classico del cinema di cappa e spada diretto da John Cromwell, e Orizzonte perduto di Frank Capra, girato nel 1937.
Durante le riprese di Le due città Colman conobbe la giovane attrice Benita Hume, della quale si innamorò, dando vita a una coppia inseparabile. Acquistò una villa a Beverly Hills e uno yacht che chiamò Dragoon, con il quale amava trascorrere il tempo libero insieme ai suoi amici di sempre Barthelmess e William Powell. Trascorsi tre anni dal primo incontro, Benita Hume, vedendo che l'attore non aveva alcuna intenzione di sposarla, partì in treno per Albuquerque nel Nuovo Messico, ma ricevette un veloce telegramma: Torna indietro e sposami.
Ronald Colman e Benita Hume si sposarono in un ranch a San Ysidro (California) nel settembre del 1938, dando inizio a un'unione che durò vent'anni. Allo scoppio della seconda guerra mondiale l'attore partecipò a diverse trasmissioni radiofoniche e tour per il paese, a sostegno dell'esercito britannico. Nel 1942, dopo aver girato due commedie di tono minore, interpretò due delle sue migliori pellicole, la commedia Un evaso ha bussato alla porta (1942), con Cary Grant e Jean Arthur, e il drammatico Prigionieri del passato (1942), di Mervyn LeRoy, con Greer Garson e Reginald Owen.
Nel 1944, a 53 anni, Colman divenne padre di Juliet Benita, sua unica figlia, alla quale rimase sempre molto legato. Al termine del secondo conflitto mondiale, l'attore decise di ridurre la sua attività di interprete per il grande schermo, dichiarando ai giornalisti: "Sono passati 22 anni da quando girai 'La suora bianca' ed è un tempo considerevole. Non ho l'ambizione di girare ancora molti film."
Tuttavia nel 1948 interpretò la sua pellicola più celebrata, Doppia vita di George Cukor, impersonando la figura di un attore tormentato da demoni interiori, un ruolo molto distante dal suo reale modo di essere, ma che gli consentì di vincere il premio Oscar al miglior attore.
Nei successivi anni cinquanta, Colman si limitò a partecipare come ospite d'onore in numerose trasmissioni radiofoniche, ottenendo un ampio consenso, al punto tale da essere scritturato per una trasmissione tutta sua dal titolo The Halls of Ivy, a cui partecipava anche la moglie Benita. Lo show era una commedia leggera che aveva come personaggio principale un professore universitario sempre con la testa fra le nuvole. Colman riscosse un enorme successo anche in questa occasione e la trasmissione andò in onda per tre anni e fu anche tentato di trasformarla in una serie televisiva.
Negli ultimi anni Colman si ritirò con Benita nel suo ranch di San Ysidro e morì nel sonno il 19 maggio 1958, assistito dalla moglie. È sepolto al Santa Barbara Cemetery.

## Filmografia

### Cinema
- The Live Wire, regia di George Dewhurst (1917)
- Snow in the Desert, regia di Walter West (1919)
- A Daughter of Eve, regia di Walter West - non accreditato (1919)
- Miniera in fiamme (The Toilers), regia di Tom Watts (1919)
- Sheba, regia di Cecil M. Hepworth (1919) (non accreditato)
- Anna the Adventuress, regia di Cecil M. Hepworth (1920)
- A Son of David, regia di Hay Plumb (1920)
- The Black Spider, regia di William Humphrey (1920)
- Handcuffs or Kisses, regia di George Archainbaud (1921)
- La suora bianca (The White Sister), regia di Henry King (1923)
- The Eternal City, regia di George Fitzmaurice non accreditato (1923)
- Twenty Dollars a Week, regia di F. Harmon Weight (1924)
- Tarnish, regia di George Fitzmaurice (1924)
- Her Night of Romance, regia di Sidney Franklin (1924)
- Romola, regia di Henry King (1924)
- A Thief in Paradise, regia di George Fitzmaurice (1925)
- The Sporting Venus, regia di Marshall Neilan (1925)
- His Supreme Moment, regia di George Fitzmaurice (1925)
- Her Sister from Paris, regia di Sidney Franklin (1925)
- The Dark Angel, regia di George Fitzmaurice (1925)
- Stella Dallas, regia di Henry King (1925)
- Il ventaglio di Lady Windermere (Lady Windermere's Fan), regia di Ernst Lubitsch (1925)
- Kiki, regia di Clarence Brown (1926)
- Beau Geste, regia di Herbert Brenon (1926)
- La rivincita di Barbara Worth (The Winning of Barbara Worth), regia di Henry King (1926)
- The Night of Love, regia di George Fitzmaurice (1927)
- The Magic Flame, regia di Henry King (1927)
- Vigilia d'amore (Two Lovers), regia di Fred Niblo (1928)
- Il soccorso (The Rescue), regia di Herbert Brenon (1929)
- Cercasi avventura (Bulldog Drummond), regia di F. Richard Jones (1929)
- L'isola del diavolo (Condemned), regia di Wesley Ruggles (1929)
- Raffles, l'Arsenio Lupin inglese (Raffles), regia di George Fitzmaurice e, non accreditato, Harry d'Abbadie d'Arrast (1930)
- Terra Melophon Magazine nr. 1, regia di Rudolf Biebrach (1930)
- L'uomo delle scommesse (The Devil to Pay!), regia di George Fitzmaurice (1930)
- Nell'oasi del terrore (The Unholy Garden), regia di George Fitzmaurice (1931)
- Un popolo muore (Arrowsmith), regia di John Ford (1931)
- Infedele (Cynara), regia di King Vidor (1932)
- La maschera (The Masquerader), regia di Richard Wallace (1933)
- Un'ombra nella nebbia (Bulldog Drummond Strikes Back), regia di Roy Del Ruth (1934)
- Il conquistatore dell'India (Clive of India), regia di Richard Boleslawski (1935)
- L'uomo che sbancò Montecarlo (The Man Who Broke the Bank at Montecarlo), regia di Stephen Roberts (1935)
- Le due città (A Tales of Two Cities), regia di Jack Conway (1935)
- Sotto due bandiere (Under Two Flags), regia di Frank Lloyd (1936)
- Orizzonte perduto (Lost Horizon), regia di Frank Capra (1937)
- Il prigioniero di Zenda (The Prisoner of Zenda), regia di John Cromwell (1937)
- Un vagabondo alla corte di Francia (If I Were King), regia di Frank Lloyd (1938)
- La luce che si spense (The Light that Failed), regia di William A. Wellman (1939)
- Il ponte dell'amore (Lucky Partners), regia di Lewis Milestone (1940)
- My Life With Caroline, regia di Lewis Milestone (1941)
- Un evaso ha bussato alla porta (The Talk of the Town), regia di George Stevens (1942)
- Prigionieri del passato (Random Harvest), regia di Mervyn LeRoy (1942)
- Kismet, regia di William Dieterle (1944)
- Schiavo del passato (The Late George Apley), regia di Joseph L. Mankiewicz (1947)
- Doppia vita (A Double Life), regia di George Cukor (1947)
- Botta senza risposta (Champagne for Caesar), regia di Richard Whorf (1950)
- Il giro del mondo in 80 giorni (Around the World in Eighty Days), regia di Michael Anderson (1956)
- L'inferno ci accusa (The Story of Mankind), regia di Irwin Allen (1957)

### Televisione
- General Electric Theater – serie TV, episodio 5x13 (1956)

## Riconoscimenti
- Premio Oscar
  - 1930 – Candidatura al miglior attore per Cercasi avventura e L'isola del diavolo
  - 1943 – Candidatura al miglior attore per Prigionieri del passato
  - 1948 – Miglior attore per Doppia vita

- Golden Globe
  - 1948 – Miglior attore in un film drammatico per Doppia vita

## Doppiatori italiani
- Augusto Marcacci in Le due città, Orizzonte perduto, Il prigioniero di Zenda (solo nel ruolo di Rudolph Rassendyl), Un evaso ha bussato alla porta, Prigionieri del passato, Schiavo del passato, Doppia vita
- Stefano Sibaldi in Il prigioniero di Zenda (solo nel ruolo di Re Rudolf V)
- Emilio Cigoli in Un vagabondo alla corte di Francia
- Bruno Alessandro in Doppia vita (ridoppiaggio)
- Dario Penne in Orizzonte perduto (ridoppiaggio)

## Spettacoli teatrali (parziale)
- The Green Goddess, di William Archer (Broadway, 18 gennaio 1921)